# Michel de Cubières
Michel de Cubières (Roquemaure, 27 settembre 1752 – Parigi, 23 agosto 1820) è stato uno scrittore e poeta francese.

## Biografia
Fratello di Louis Pierre de Cubières, fu uno scrittore francese del XVIII secolo, conosciuto con gli pseudonimi di Palmézaux e Dorat-Cubières, prendendo quest'ultimo nome perché aveva Claude Joseph Dorat come maestro.
Egli scrisse brevi versi per gli Almanachs e gli Étrennes lyriques del suo tempo, e un gran numero di drammi teatrali e di "écrits de circonstance". Egli sostenne la rivoluzione francese, diventando segretario della Comune di Parigi e pronunciando un elogio a Jean-Paul Marat. Scrisse anche una biografia di Jean Sylvain Bailly, raccogliendo inoltre numerosi suoi scritti.
Egli fu amante di Fanny di Beauharnais e collaborò, con Claude Joseph Dorat, ad alcuni dei suoi scritti.

## Pubblicazioni

### Saggi
- 1773: Lettre d'un solitaire de Chalcide à une dame romaine, suivie de pièces fugitives.
- 1780: Les Hochets de ma jeunesse.
- 1789: L'École des filles, histoire morale, Testo online
- 1789: Les États-Généraux de Cythère, very free imitation from Italian of Count Algarotti, Testo online
- 1811: Histoire des compagnes de Maria, ou Épisodes de la vie d'une jolie femme.

### Critica letteraria
Storia della letteratura
- 1787: Lettre à M. le Mis de Ximenès, sur l'influence de Boileau en littérature Testo online
- 1792: Poésies philosophiques et descriptives des auteurs qui se sont distingués dans le dix-huitième siècle, 3 vol.
- 1796: Le Progrès des arts dans la République, poem.
- 1799: Le Défenseur de la philosophie, ou Réponse à quelques satires dirigées contre la fin du XVIIIe siècle, Testo online
- 1802: Boileau jugé par ses amis et par ses ennemis, ou le Pour et le Contre sur Boileau.
- 1810: Recueil des pièces intéressantes sur les arts, les sciences et la littérature, ouvrage posthume de Sylvain Bailly, précédé de la vie littéraire et politique de cet homme illustre.

Didattica
- 1812: L'Art du quatrain, essai didactique en IV chants, suivi d'un grand nombre de quatrains sur les monuments français d'architecture, de peinture, de sculpture, de gravure, etc. ; d'un poème sur le progrès des arts et de quelques distiques.
- 1812: Essai sur l’art poétique en général, et en particulier sur la versification française, Paris.

Apologie
- 1780: Éloge de Voltaire, composé par Voltaire lui-même, Testo online
- 1782: Éloge de Claude Joseph Dorat, suivi de poésies qui lui sont relatives, d'une apologie de Colardeau, d'un dialogue intitulé Gilbert et une Furie, de la Vengeance de Pluton, et de quelques pièces détachées.
- 1783: Fontenelle jugé par ses pairs, ou Éloge de Fontenelle, en forme de dialogue entre trois académiciens, des Académies française, des sciences et des belles-lettres.
- 1811: Jenner, ou Le triomphe de la vaccine, Testo online
- 1792: Les Rivaux au cardinalat, ou la Mort de l'abbé Mauri, poème héroï-comique en trois chants, Testo online
- 1800: Les Petits-Saints, ou Épître à Chénier, pour servir de supplément aux Nouveaux Saints, Testo online
- 1816: Chamousset, ou la Poste aux lettres, poëme en 4 chants, précédé d'une dissertation historique sur l'origine, l'usage et l'utilité des postes.

### Scritti politici
Saggi politici
- 1789: Voyage à la Bastille, fait le 16 juillet 1789, et adressé à Mme de G., à Bagnols, en Languedoc, Testo online
- 1791: Les États-Généraux du Parnasse, de l'Europe, de l'Église et de Cythère, ou les Quatre Poèmes politiques, read at the Lycée du Palais-Royal and followed by several other poems, Testo online
- 1791: Observations à MM. les auteurs de la Chronique de Paris sur l'état actuel de la Savoye, relativement à la Révolution de France, Testo online

Poesia rivoluzionaria
- 1793: Le Calendrier républicain, poème en deux chants, suivi de trente-six hymnes civiques pour les trente-six décades de l'année, Testo online
- 1793: Nouveau chansonnier patriote, ou Recueil de chansons, vaudevilles, et pots-pourris patriotiques, par différents auteurs, dédié aux martyrs de la Révolution, avec leurs portraits, précédé de leurs Éloges, Testo online
- 1793: Poème à la gloire de Marat, Testo online
- 1793: La Mort de Basseville, ou la Conspiration de Pio VI dévoilée.

Poesia napoleonica
- 1800: La Paix avec l'Empereur, ou le Traité de Lunéville, poema, seguito da Épître à Virgile sur la bataille de Marengo, 1800 Testo online
- 1806: La Bataille d'Austerlitz, poema.

### Teatro
Commedie
- 1776: La Manie des drames sombres, commedia in 3 atti, in versi, Fontainebleau, 29 ottobre Testo online
- 1777: Galathée, commedia in 1 atto ed in versi liberi, Versailles, Théâtre de la Cour, 21 settembre
- 1779: La Vengeance de Pluton, ou Suite des Muses rivales, in 1 atto, prosimetro, Testo online
- 1788: La Jeune épouse, commedia in 3 atti, in versi, Parigi, Théâtre-Français, 4 luglio
- 1788: La Double épreuve, ou la Boiteuse et la borgne, commedia in 3 atti in prosa, Parigi, Théâtre des Variétés du Palais-Royal.
- 1789: L'Homme d'État imaginaire, commedia in 5 atti in versi.
- 1802: La Diligence de Lyon, commedia in 3 atti e in prosa, Théâtre des Jeunes Élèves, 5 agosto
- 1804: Paméla mariée, ou le Triomphe des épouses, dramma in 3 atti, in prosa, con Benoît Pelletier-Volméranges, dopo Carlo Goldoni, Théâtre de la Porte-Saint-Martin, 30 marzo
- 1805: Nathan le Sage, ou le Juif philosophe, commedia eroica in 3 atti, in prosa.
- 1806: L'Amour platonique, ou le Nez postiche, commedia in 1 atto e in prosa.
- 1806: Le Faux misanthrope, ou le Sous-lieutenant, commedia in 3 atti e in prose, imitata dal tedesco Friedrich Ludwig Schröder.
- senza data: L'Épreuve singulière ou la jambe de bois, commedia in 3 atti in prosa.

Drammi storici
- 1785: Les Deux centenaires de Corneille, dramma in 1 atto, in versi, Testo online
- 1788: La Mort de Molière, dramma storico in 4 atti in versi, Comédie-Française, 31 gennaio
- 1794: La Baronne de Chantal, fondatrice de l'ordre de la Visitation, dramma storico in 3 atti ed in versi, seguita da una lettera da St Jérôme ad una donna di Roma, Read online
- 1797: La Marquise de Pompadour, ou Germon et Juliette, commedia in 3 atti e in prosa, Théâtre Molière.
- 1806: Clavijo, ou la Jeunesse de Beaumarchais, dramma in 3 atti e in prosa.
- 1806: Ninon de Lenclos et le Prisonnier masqué, dramma in 3 atti e in prosa.

Tragedie
- 1797: Hippolyte, tragedia in 3 atti, imitati da Euripide, Théâtre du Marais, 27 febbraio
- 1804: La Mort de Caton, tragedia in 5 acts, in verse.
- 1806: Roméo et Juliette, tragedia lirica in 3 atti, preceduta da un prologo, con Pierre-Louis Moline.

### Collezioni d'opere
- 1784: Opuscules poétiques.
- 1786: Théâtre moral, ou Pièces dramatiques nouvelles, 2 vol., Testo online 2
- 1793: Œuvres choisies, Testo online
- 1812: Œuvres dramatiques de C. Palmézeaux, ou Recueil des pièces de cet auteur qui ont été représentées sur différents théâtres, 4 vol., Testo online 1 2 3 4